# Opatovice nad Labem
Pour les articles homonymes, voir Opatovice.
Opatovice nad Labem (en allemand : Opatowitz) est une commune du district et de la région de Pardubice, en République tchèque. Sa population s'élevait à 2 837 habitants en 2024.

## Géographie
Opatovice nad Labem se trouve à 13 km au nord de Pardubice, à 8 km au sud-sud-ouest de Hradec Králové et à 97 km à l'est de Prague.
La commune est limitée par Hradec Králové au nord, par Vysoká nad Labem à l'est, par Bukovina nad Labem et Hrobice au sud, et par Čeperka et Libišany à l'ouest.

## Histoire
La première mention écrite du village date de 1073.

## Galerie

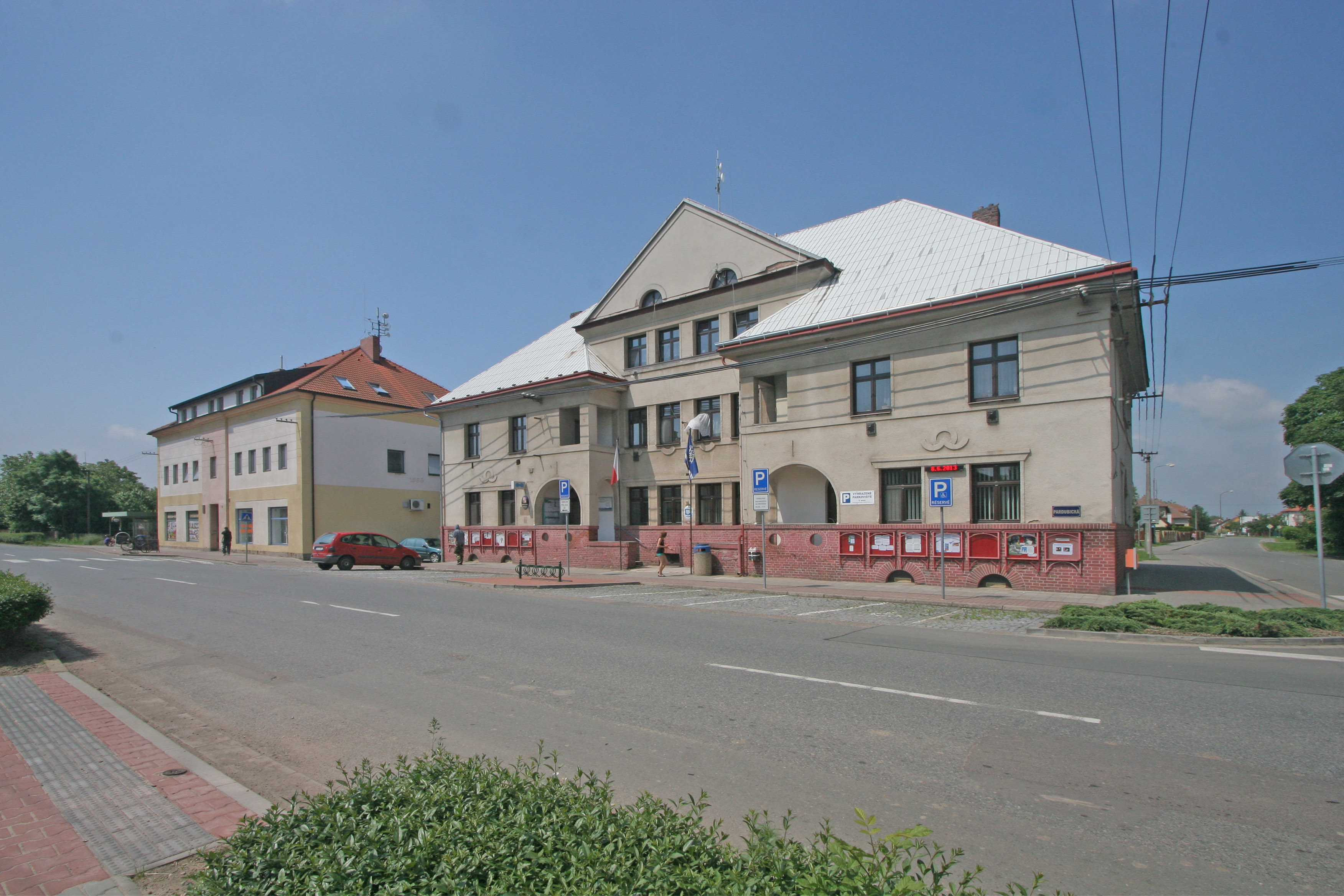
Opatovice nad Labem ; la mairie.
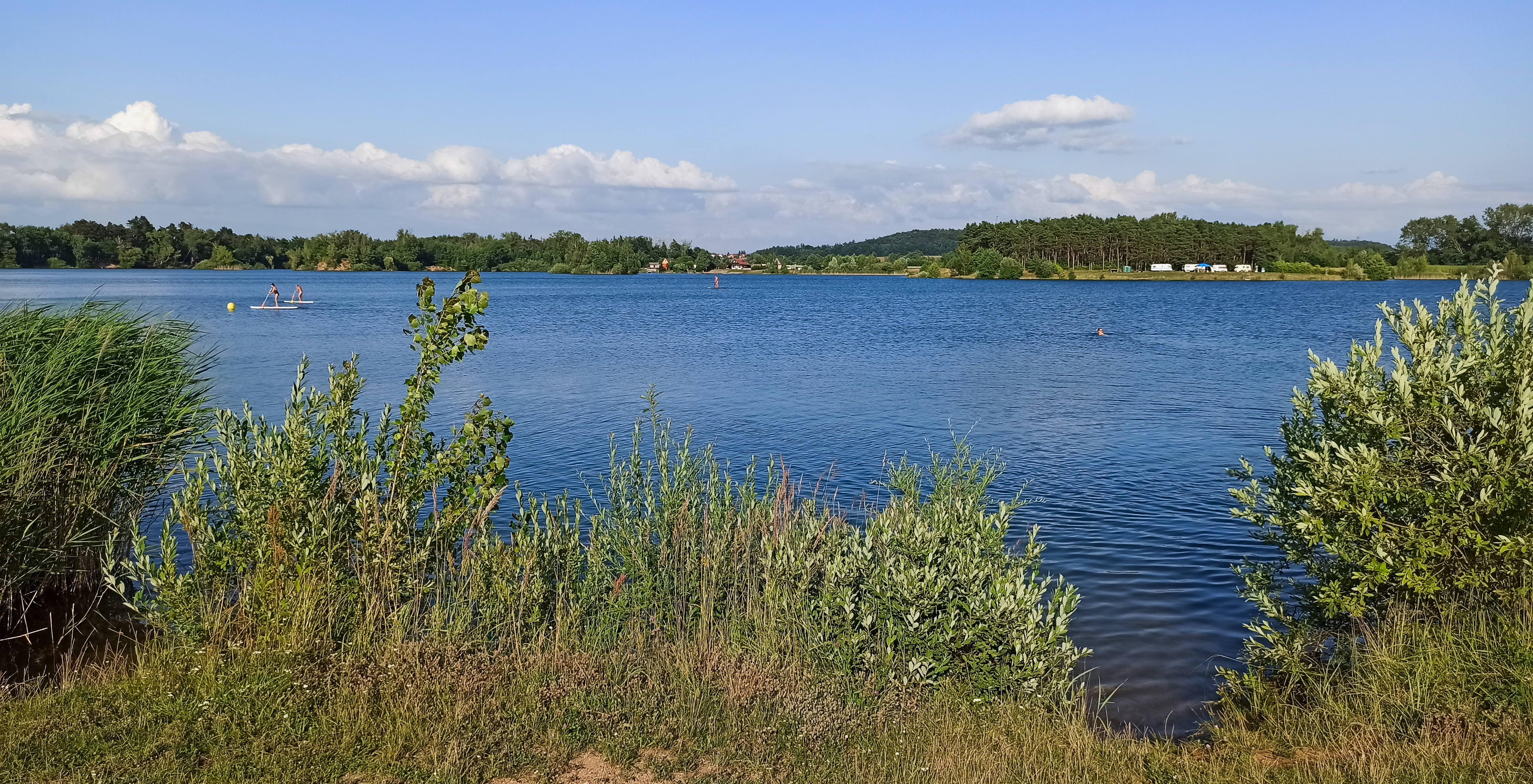
Lac artificiel Opaťák.

## Économie
La centrale électrique d'Opatovice nad Labem, mise en service en 1959, est une centrale thermique qui brûle du lignite. D'une puissance de 363 MW, elle possède six alternateurs qui peuvent produire 2 100 GWh d'électricité par an, soit le tiers de la demande de la région de Hradec Králové.Elle est exploitée par la société Elektrarny Opatovice (EOP),

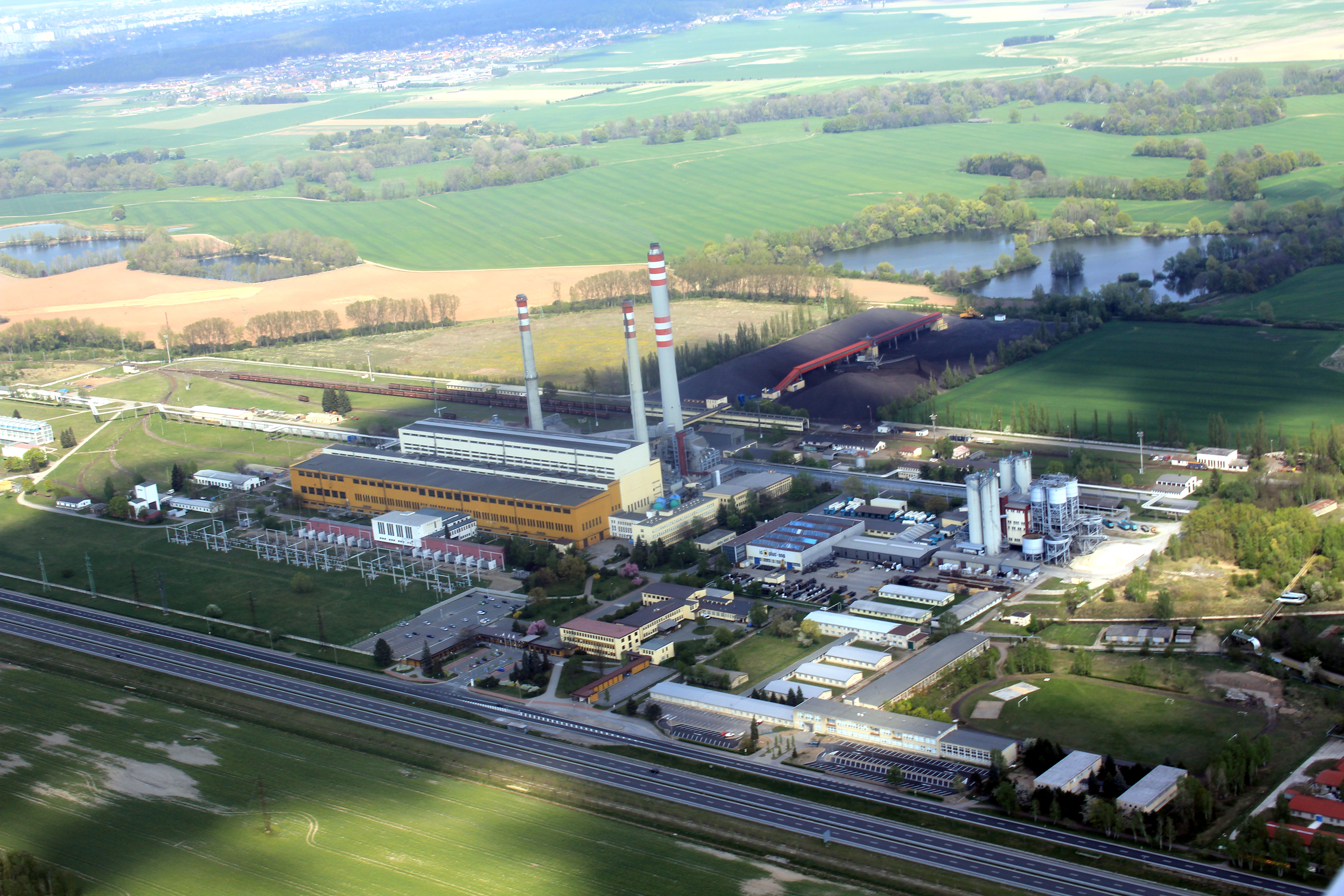
Centrale électrique d'Opatovice.

## Transports
Par la route, Opatovice nad Labem se trouve à 9 km de Hradec Králové, à 14 km de Pardubice et à 110 km de Prague.
La commune est desservie par l'autoroute D35 ( 131).

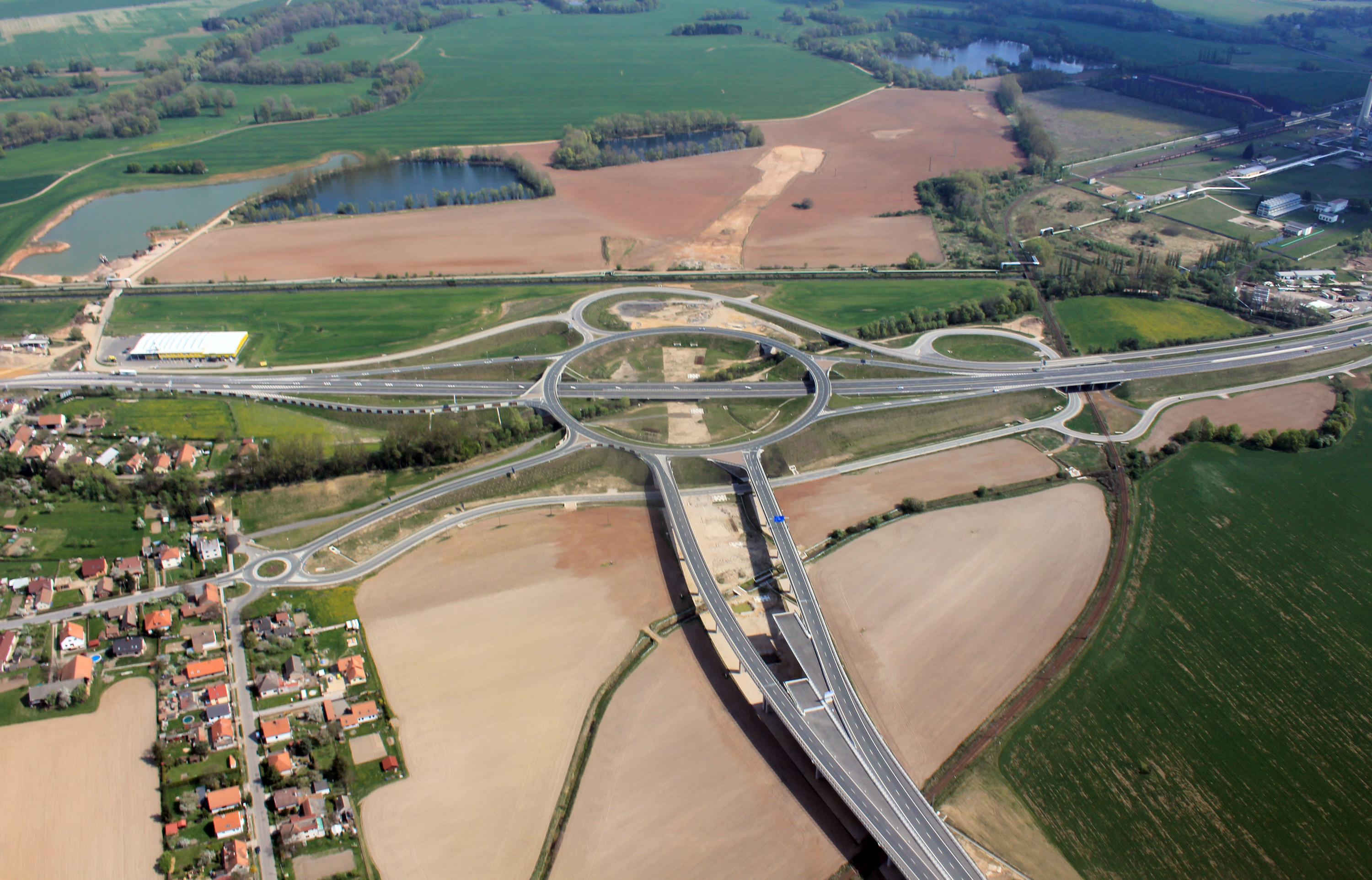
Carrefour autoroutier d'Opatovice nad Labem en construction : vue aérienne.
Carrefour autoroutier d'Opatovice nad Labem : plan.